# NGC 571
NGC 571 (другие обозначения — UGC 1069, MCG 5-4-63, ZWG 502.98, PGC 5587) — спиральная галактика в созвездии Рыб. Открыта 1 октября 1864 года Генрихом Луи д’Арре. Описание Дрейера: «очень тусклый, довольно маленький объект, к юго-западу наблюдается звезда 13-й или 14-й величины».
NGC 571 входит в состав группы галактик NGC 507, входящую, в свою очередь, в скопление Аbell 262, которое входит в сверхскопление Персея-Рыб.
Галактика интересна тем, что находится в регионе с пониженным содержанием межзвездного газа, где замедляется процесс формирования новых звёзд и спиральные галактики постепенно превращаются в линзовидные.
Этот объект входит в число перечисленных в оригинальной редакции «Нового общего каталога».